# Mijail Shajov
Mijail Shajov (Saratov, Unión Soviética; 20 de noviembre de 1931-8 de agosto de 2018) (nacido Mikhail Afanasyevich Shakhov) fue un deportista soviético especialista en lucha libre olímpica, donde llegó a ser medallista de bronce olímpico en Melbourne 1956.

## Carrera deportiva
En los Juegos Olímpicos de 1956 celebrados en Melbourne ganó la medalla de bronce en lucha libre olímpica estilo peso gallo, tras el turco Mustafa Dağıstanlı (oro) y el iraní Mehdi Yaghoubi (plata).